# إريك يوهانسون (لاعب هوكي جليد)
إريك يوهانسون (بالسويدية: Erik Johansson)‏ هو لاعب هوكي جليد سويدي، ولد في 29 سبتمبر 1927 في سودرتاليا في السويد، وتوفي بنفس المكان في 16 ديسمبر 1992.

## وصلات خارجية
- إريك يوهانسون على موقع EliteProspects.com (الإنجليزية)
- إريك يوهانسون على موقع Eurohockey.com (الإنجليزية)
- إريك يوهانسون على موقع أوليمبيديا (الإنجليزية)
- إريك يوهانسون على موقع اللجنة الأولمبية السويدية (السويدية)